# 大篠津町站
大篠津町站（日语：／ Ōshinozuchō eki */?）是位於鳥取縣米子市大篠津町，西日本旅客鐵道（JR西日本）境線的車站。車站愛稱（妖怪）為撒砂婆婆站。

## 歷史
隨著美保飛行場（米子機場）進行擴展工程，於大篠津站遷移至靠近境港的800米處，並於2008年（平成20年）6月15日改名為米子機場站。同時，當地居民希望保留車站名稱為大篠津，因此位於大篠津町內的此站站名由御崎口站改為現時的大篠津町站。

### 年表
- 1987年（昭和62年）11月1日 - 境線和田濱站至大篠津站（現時：米子機場站）之間開設此站[2]。境線富士見町、三本松口站、高松町站和馬場崎町站也於同日啟用，成為同年4月JR西日本成立以來初批新車站[6]。
  - 當時車站地址為鳥取縣米子市大篠津町（日语：大篠津町）。
- 2005年（平成17年）3月31日 - 隨著米子市（第二次）成立，車站地址變為鳥取縣米子市大篠津町。
- 2008年（平成20年）6月15日 - 鄰站大篠津站改名為米子機場站，同日此站改名為大篠津町站[5]。
- 2019年（平成31年) 3月16日 - 車載型IC出入閘機開始使用，此站開始可以使用IC卡「ICOCA」[7]。

## 車站構造
車站是一座地面車站，設有1面1線的單式月台。前往境港方向的列車會開啟右邊車門。此站是由米子站管理的無人車站。此站沒有車站大樓，在月台前設有候車室小屋。曾經在月台靠近境港一方的出入口處設有乘車站證明書發行機。車站月台比較狹窄，這是由於車站於後期建造。

## 使用狀況
以下為近年一日平均上下車人次列表：
| 上下車人次變化 | 上下車人次變化 |
| -------------- | -------------- |
| 2007年         | 122            |
| 2008年         |                |
| 2009年         |                |
| 2010年         |                |
| 2011年         | 149            |
| 2012年         | 147            |
| 2013年         | 151            |
| 2014年         | 152            |
| 2015年         | 148            |
| 2016年         | 140            |
| 2017年         | 136            |
| 2018年         | 118            |

## 車站周邊
- 大篠津郵局
- 山陰合同銀行大篠津代理店
- 米子市立美保中學（日语：米子市立美保中学校）
- 米子市立大篠津小學
- 亞洲博物館・井上靖紀念館
- 和田御崎神社（舊站名的取自該神社）
- 美保學園（日语：少年院）

## 相鄰車站
西日本旅客鐵道
 境線
和田濱－大篠津町－米子機場

## 注腳
1. 1 2  . 交通新聞 (交通新聞社). 1987-10-17: 1 （日语）.
2. 1 2  . 交通新聞 (交通新聞社). 1996-11-11: 2 （日语）.
3. ↑   (PDF). 米子市: 7. 2009年2月  [2011-11-22]. （原始内容 (PDF)存档于2021-10-06） （日语）.
4. 1 2  柏樹利弘. . 朝日新聞 (朝日新聞社). 2015-05-21: 朝刊 鳥取全県版 （日语）.
5. 1 2  . 新潮社. 2009: 47. ISBN 978-4-10-790029-6 （日语）.
6. ↑   (PDF). 西日本旅客鉄道. 2019  [2020-04-26]. （原始内容 (PDF)存档于2020-02-01） （日语）.
7. ↑   （页面存档备份，存于）（日語）
8. ↑  国土数値情報(駅別乗降客数データ)2011-2015年  （页面存档备份，存于）（日語） - 國土交通省，2019年7月4日參閲
9. ↑  国土数値情報　駅別乗降客数データ  （页面存档备份，存于）（日語） - 國土交通省，2020年9月13日參閲

## 外部連結
- 大篠津町｜車站資訊：JR出門網 - 西日本旅客鐵道（日語）